# Egon Fein
Egon Fein (* 2. Mai 1928 in Nürnberg; † 4. Dezember 2006 in München) war ein Journalist und Buchautor.

## Leben
Anfang der 1950er Jahre begann Fein bei den Nürnberger Nachrichten als Polizeireporter. Mit seiner Frau wanderte er nach Baltimore in den Vereinigten Staaten aus. Später dann zogen sie nach München, wo er sich zum Chefredakteur der Zeitschrift Quick der Bauer Verlagsgruppe  hocharbeitete. Ab den späten 1980er Jahren arbeitete er als freier Autor. Er gründete und leitete das Bio-Magazin Bio-Vita und erfand und verlegte die Zeitschrift Wahre Geschichten. Später widmete er sich der jüngsten Geschichte seiner fränkischen Heimat.

## Veröffentlichungen
- Sanella-Kinder-Backbuch; 1982
- Grundig heute: Porträt eines Weltunternehmens; 1983
- Sieben Tage im Leben des Max Grundig; 1983
- Nürnberg in den 50ern: die Stadt in stürmischen Aufbaujahren der Nachkriegszeit; Geschichte, Geschichten, Anekdoten und 400 Bilder; 1995 ISBN 3-920701-95-X
- Das Handbuch der starken Stücke; 2000
- Hitlers Weg nach Nürnberg: Verführer, Täuscher, Massenmörder; eine Spurensuche in Franken mit hundert Bilddokumenten; Verlag Nürnberger Presse, Nürnberg 2002